# Dóc (Románia)

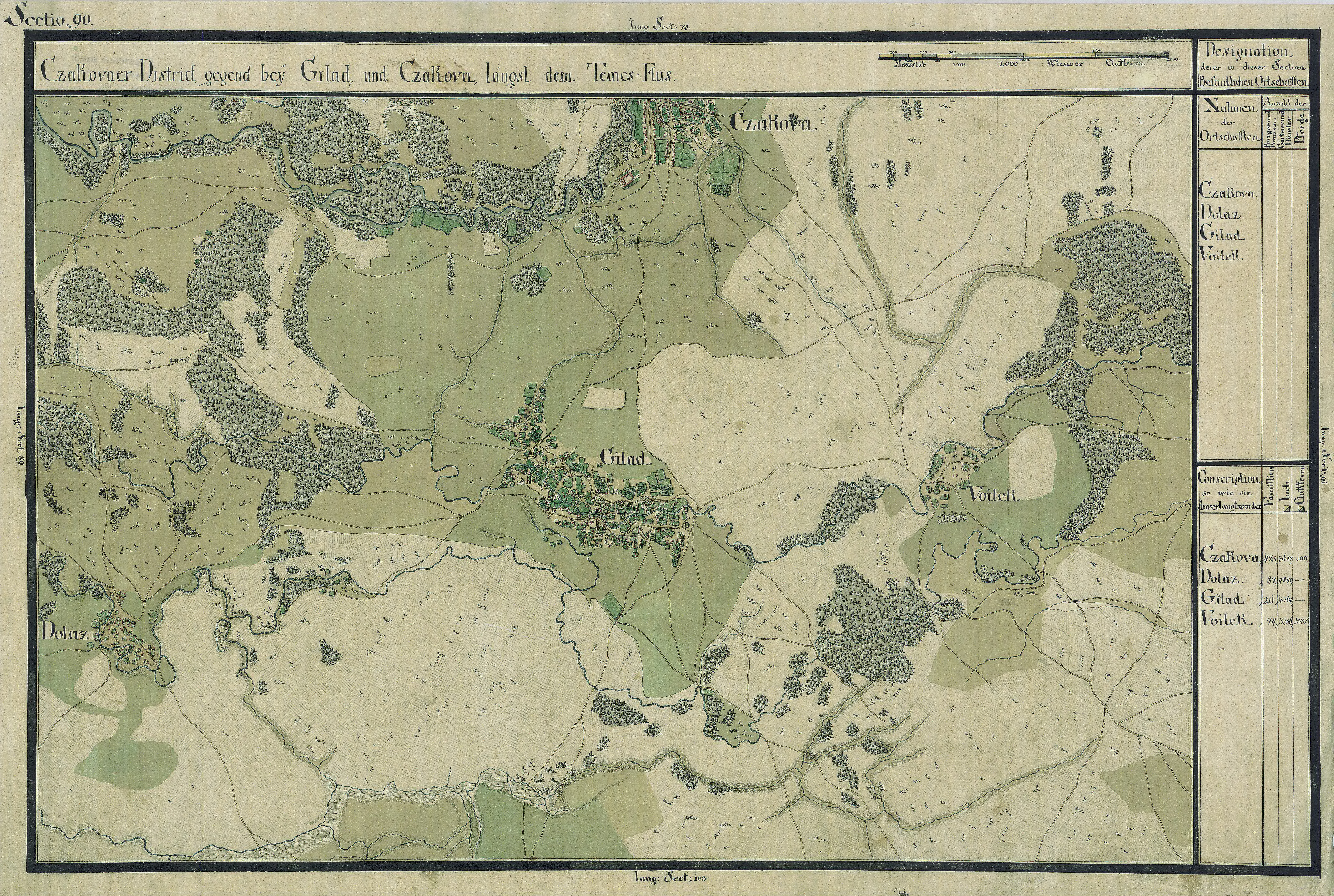
Dócz egy régi térképen

Dóc (Dolaț), település Romániában, a Bánságban, Temes megyében

## Fekvése
Temesvártól délnyugatra, Gilád, Gád és Gyér közt fekvő település.

## Története
Dóc nevét 1333-ban említette először oklevél Doch néven. 1334-ben Dolch, 1345-ben Dowch, 1343-ban Dowch, 1483-ban Docz, 1489-ben Dolcz, 1723–1725-ben Dollaz, 1888-ban Dolácz, 1913-ban Dóc néven írták.
1489-ben Dóczi Imre birtokának írták. A török hódoltság alatt is lakott hely maradt. Az 1717-es kamarai összeírás szerint a Csákovai kerülethez tartozott. Mercy térképén Dollaz néven a lakott helyek között tüntették fel. A 18. században kincstári birtok volt, majd 1781-ben, a bánlaki uradalommal együtt, gróf Draskovich János és György a kincstártól megvásárolta és 1786–1790 között németeket telepített ide. 1800 körül Karátsonyi Lázár vette meg és még 1838-ban is a helység birtokosa volt, majd fia Lajos örökölte, később gróf Karátsonyi Guidóra szállt.
1851-ben Fényes Elek írta a településről: „Dolácz, Torontál vármegyében. Német falu, Temes vármegye szélén; Új-Pécshez délre 2 1/2 mérföldnyire: 820 katholikus, 4 evangélikus, 6 református, 4 óhitű, 4 zsidó lakossal, katholikus parochus templommal. Szép erdőkkel, 38 egész telekkel. Földesura Mocsonyi. Utolsó posta Detta.”
1910-ben 1183 lakosából 998 német, 134 magyar, 35 román volt. Ebből 1119 római katolikus, 60 görögkeleti ortodox volt.
A trianoni békeszerződés előtt Torontál vármegye Bánlaki járásához tartozott.

### Csud
A mai Dóc közelében feküdt a középkorban Csud nevű helység is, amelyről az 1322–1377 közötti években kelt oklevelekben maradt fenn adat. Csud ekkor Temes vármegyéhez tartozott.

### Újudvar
Újudvar helység nevét Idvor puszta őrzi, mely már az 1332–37. évi pápai tizedjegyzékben is előfordult. Újudvar eredetileg a Csanád nemzetségé volt, majd, 1343-ban az Onori család birtokának írták, ekkor említették Szent Kereszt tiszteletére szentelt templomát is.

## Nevezetességek
- Római katolikus temploma 1837–1838 között épült

## Ismert személyek
- Itt szolgált segédplébánosként az 1920-as években Reibel Mihály pap-politikus.